# Rock progressif français
Genres associés
Rock français
Le rock progressif français est un sous-genre du rock progressif qui a connu son âge d'or dans les années 1970.
Triangle, qui sort son premier album en 1970 est considéré comme un des premiers groupes de rock progressif français. Mais le rock progressif s'affirme réellement en France à travers deux groupes très distincts : Magma, créé en 1969 par son leader, le batteur et chanteur Christian Vander, et Ange fondé la même année en 1969, emmené par les frères Décamps de Belfort. Magma, formé par le batteur Christian Vander et le bassiste Laurent Thibault, la sœur de Christian, Stella et Klaus Blasquiz au chant, joue un jazz-rock inspiré par John Coltrane et Béla Bartók et chantée dans une langue inventée, le zeuhl, alors qu'Ange compose une musique plus proche de Genesis (période Peter Gabriel) et King Crimson.

## Autres groupes
Dans les années 1970, de nombreux groupes ont marqué la scène progressive française :
- Alice
- Artcane[4]
- Atoll[5]
- Catharsis[6]
- Choc & Richard Kennings
- Gong[6],[7]
- Mona Lisa[5]
- Moving Gelatine Plates
- Présence
- Pulsar[5]
- Shylock[8]
- Taï Phong[9]
- Zoo

Même après les années 1970, la scène progressive française a continué à vivre avec constance, par exemple avec Minimum Vital.
Les années 2000 verront apparaître de nouveaux groupes tels que Nemo, Motis, Audio'm et Lazuli dont l'un des derniers album Le fantastique envol de Dieter Böhm’ est salué unanimement par la critique rock internationale,,. Depuis 2016 le groupe Grandval marque la critique rock française. À partir de 2010, de nombreux groupes de rock progressif ou neo-prog, voire post-prog français, mais chantant en anglais, comme le groupe Delusion Squared ou encore Esthesis,, amènent une qualité musicale nouvelle mais peinent encore à se faire connaitre en France. Le groupe Children in Paradise connaît depuis 2012 un grand succès notamment en Irlande, au Brésil et au Québec,.

## Festivals
Plusieurs festivals de rock progressif ont lieu en France, comme Crescendo (depuis 1999), Prog' Sud (depuis 2000), Prog' en Beauce (depuis 2013) ou encore Rock au Château (depuis 2015).